# Don't tell 'Em
«Don't tell 'Em» es una canción del cantante estadounidense Jeremih de su tercer álbum de estudio, Late Nights. Cuenta con la colaboración del rapero YG.

## Antecedentes y composición
«Don't Tell 'Em» llegó al puesto número 1 en la lista de reproducción de rap de Billboard.
«Don't tell 'Em» fue coescrito bajo la producción de DJ Mustard y Mick Schultz. «Don't Tell 'Em» es una canción de electro-R&B con una producción de hip hop. Contiene una interpolación del sencillo de 1992 de Snap! «Rhythm Is a Dancer».

## Remix
El 13 de enero de 2015 se lanzó un video musical para el remix oficial dirigido por Eif Rivera, junto con las colaboraciones de Ty Dolla Sign y French Montana.

## Rendimiento comercial
«Don't tell 'Em» alcanzó el puesto número seis en el Billboard Hot 100 a finales de octubre, convirtiéndose en el tercer éxito entre los diez primeros de Jeremih y el primer éxito entre los diez primeros del rapero YG. La canción fue certificada de doble platino por la Recording Industry Association of America (RIAA). Hasta abril de 2014, la canción vendió más de 1 170 000 copias en los Estados Unidos.

## Versiones
La cantante neozelandesa Lorde interpretó una versión de la canción para Live Lounge en BBC Radio 1 en el Reino Unido.

## Posicionamiento en listas
| Posición (2014)                             | Mejor posición |
| ------------------------------------------- | -------------- |
| Australia (ARIA)                            | 14             |
| Austria (Ö3 Austria Top 40)                 | 65             |
| Alemania (Deutsche Black Charts)            | 1              |
| Alemania (Offizielle Deutsche Charts)       | 57             |
| Bélgica (Flandes) (Ultratip Bubbling Under) | 13             |
| Bélgica (Valonia) (Ultratip Bubbling Under) | 46             |
| Canadá (Canadian Hot 100)                   | 30             |
| Dinamarca (Tracklisten)                     | 21             |
| Estados Unidos (Billboard Hot 100)          | 6              |
| Estados Unidos (Hot R&B/Hip-Hop Songs)      | 2              |
| Estados Unidos (Dance/Mix Show Airplay)     | 2              |
| Estados Unidos (Dance Club Songs)           | 10             |
| Estados Unidos (Latin Pop Songs)            | 40             |
| Estados Unidos (Mainstream Top 40)          | 5              |
| Estados Unidos (Rhythmic)                   | 1              |
| Escocia (Scottish Singles Sales Chart)      | 8              |
| Francia (SNEP)                              | 43             |
| Países Bajos (Mega Single Top 100)          | 81             |
| Suiza (Schweizer Hitparade)                 | 70             |
| Reino Unido (UK Singles Chart)              | 5              |
| Reino Unido (UK R&B Chart)                  | 1              |

| Lista (2014)                                      | Posición |
| ------------------------------------------------- | -------- |
| Estados Unidos Billboard Hot 100                  | 42       |
| Estados Unidos Dance/Mix Show Airplay (Billboard) | 29       |
| Estados Unidos Hot R&B/Hip-Hop Songs (Billboard)  | 11       |
| Estados Unidos Mainstream Top 40 (Billboard)      | 33       |
| Estados Unidos Rhythmic (Billboard)               | 1        |
| Francia (SNEP)                                    | 154      |
| Reino Unido Singles (Official Charts Company)     | 74       |

## Certificaciones
| País           | Organismo certificador | Certificación | Ventas certificadas | Ref.   |
| -------------- | ---------------------- | ------------- | ------------------- | ------ |
| Australia      | ARIA                   | Platino       | 70 000              | [ 38 ] |
| Alemania       | BVMI                   | Oro           | 200 000             | [ 39 ] |
| Estados Unidos | RIAA                   | 4× Platino    | 4 000               | [ 6 ]  |
| Polonia        | ZPAV                   | Oro           | 25 000              | [ 40 ] |
| Suecia         | GLF                    | Oro           | 20 000              | [ 41 ] |
| Reino Unido    | BPI                    | Platino       | 600 000             | [ 42 ] |